# りぽぐら!
『りぽぐら！』は、講談社ノベルスから刊行されている西尾維新の小説。イラストは伊藤潤二、久米田康治、雲田はるこ、倉花千夏、重野なおき、たえ、田中相、凡地陽子、中村明日美子、PEACH-PIT、pomodorosa、真島ヒロ、松本一佐、ミノ✩タロー、吉田ヨシツギ。
リポグラム（[lipogram] 特定の語または特定の文字を使わないという制約のもと書かれた作品）で執筆されている。Lev.1『妹は人殺し!』、Lev.2『ギャンブル「札束崩し」』、Lev.3『倫理社会』の3作品、計15作品。

## ルール
Lev.1
1. 最初に短編小説を制限なく執筆。
2. 五十音46字から、任意の6字を選択。
3. 残った40字を、くじびきで10字ずつ、4グループに分ける。
4. その10字を使用しないで、1の短編小説をグループごと4パターン、執筆する。
5. 濁音・半濁音・拗音・促音は、基本の音と同じ扱い、音引きはその際の母音とする。
6. 2の6字は、どのパターンでも使用可。

Lev.2
1. 最初に短編小説を制限なく執筆。
2. 五十音46字から、くじびきで10字ずつ、4グループを準備する。
3. 残った6字が、自動的にフリーワードとなる。
4. 2で選んだ10字を使用しないで、1の短編小説をグループごと4パターン、執筆する。
5. 濁音・半濁音・拗音・促音は、基本の音と同じ扱い、音引きはその際の母音とする。
6. 3の6字は、どのパターンでも使用可。

Lev.3
1. 最初に短編小説を制限なく執筆。
2. 五十音46字から、くじびきで10字ずつ、4グループを準備する。
3. 残った6字が厳禁ワードとなる。この6字は、すべてのパターンで使用禁止。
4. 2で選んだ10字と3で残った6字の合計16字を使用しないで、1の短編小説をグループごと4パターン、執筆する。
5. 濁音・半濁音・拗音・促音は、基本の音と同じ扱い、音引きはその際の母音とする。

## あらすじ
Lv.1 妹は人殺し!
ある朝僕は、妹が誰かを殺したと直感した。都合の悪いものをベッドの下に隠す癖があったので調べてみれば、クラスメイトの女子と思しき死体があった。
その日の夜、僕は妹と共に死体を山へ運び、その場で妹を殺して、二人の死体を埋めた。
次の日、僕が妹を殺したと直感した母親は、食事に毒を盛った。父親は僕の死体を水屋で見つけたあと、母を殺すだろうか。そんなことを思いつつ、僕は意識を失った。
Lv.2 ギャンブル『札束崩し』
借金が膨大な額に膨れ上がった主人公は、裏社会の賭け事に参加させられ、同じように借金漬けの男と戦うこととなった。
対戦方法は将棋崩し。ただし使用するのは大量の札束。集めた金額が大きい方が勝者で、その金がそのまま賞金となる。
主人公は辛くも勝利したが、相手の方が真剣だったと感じた主人公は、賞金で借金を完済し、その余りを相手に渡すよう、運営に提案した。
Lv.3 倫理社会
あらゆる所に設置された監視カメラによって一挙手一投足が記録され、その行動によって「倫理ポイント」が与えられる世界。ポイントはそのまま貨幣の役割を果たすが、ポイントが減少するのは素行が悪い時だけなので、いいことをしていれば最低限の生活は保証されている。
ある日主人公は、ビルとビルの間で怠けている者を見つける。どうやらそこは、監視カメラの死角になっている場所らしい。
主人公は先客を殺し、その場を占有した。社会からは外れても、真の自由がそこにはあるのだ。